# Kiissa
Kiissa est un village de 3 habitants (2010) de la Commune d'Avinurme du Comté de Viru-Est en Estonie. 